# Perth-temető
A Perth-temető (Perth Cemetery) egy első világháborús nemzetközösségi sírkert a belgiumi Ypres közelében. Tervezője Edwin Lutyens volt.
A temető nagyjából három kilométerre fekszik Ypres központjától, a Menen felé vezető úton. A területen a francia alakulatok kezdtek temetkezni 1914. novemberben. 1917. júniusban a 2. skót lövészezred használta a sírkertet, amelyet az alakulat elődjének alapítási helyéről, Perth-ről neveztek el, de ismert volt Kínai fal és Félúti ház (Halfway House Cemetery) temetőként is. Előbbi nevet a Kínai nagy fal nevű kommunikációs árok után kapta. 1917 októberéig 130 sír került a temetőbe, amelyet legközelebb csak a fegyverszünet után használtak ismét, amikor több kisebb sírkertet felszámoltak az Ypres közeli csatamezőkön. A fegyverszünet megkötése után a francia halottakat exhumálták.
A temetőben 2791 nemzetközösségi katona nyugszik, közülük 1369 személye ismeretlen. Az azonosított katonák közül 1214 brit, 128 ausztrál, 56 kanadai, 19 új-zélandi, hét dél-afrikai volt. Két emlékmű tiszteleg azon katonák előtt, akik biztosan, vagy valószínűleg a temető valamelyik sírjában nyugszanak azonosítatlanul.